# 이상훈 (성우)
이상훈(1971년 1월 2일 ~ )은 대한민국의 남자 성우, 배우다. 연극배우, 영화 조연출을 거쳐 배우와 성우로 활동하고 있다. 문화방송 성우극회 소속 1999년 MBC 공채 15기로 입사했다.

## 학력
- 부산 토성초등학교 졸업(1983년)
- 서울예술대학 연극과

## 출연작품

### 애니
- 꼬마 마법사 레미 (MBC)
- BLOOD+ (애니맥스) - 모제스
- 부메랑 파이터 (MBC)
- 아틀란티스의 왕자 (MBC)
- 짱구는 못말려 II 극장판 (MBC)
- 토미와 오스카 (MBC)
- 헌터X헌터 (CHAMP) - 샤르나크 외 다수
  - 헌터X헌터 OVA (애니박스) - 샤르나크
- 알렉산더(애니원) - 프롤레마이우스
- 프린세스 츄츄(애니원) - 까마귀 마왕, 아오토아, 미어캣, 남자 심사위원, 두건노인
- 용자왕 가오가이가 FINAL(애니박스) - 휴마 게키, 시시오 라이가, 토모로-0117
- 침묵의 함대(애니박스) - 하워드
- 스모모모모모모 ~지상최강의 신부~(애니박스) - 닛타이 다이고로
- 흑집사 스페셜(애니박스) - 언더테이커
- 히트가이-J(애니원) - 미쉘, 톰
- 알렉산더 전기 극장판(VIDEO) - 프롤레마이우스
- 지옥소녀(애니맥스) - 유키 아빠
- 데스노트(애니원) - 사신4, 사회, 남학생6
- 가면라이더 블레이드(챔프) - 야자와

### 외화
- CSI 과학수사대 (MBC) - 바비 다우슨 (제랄드 맥글러프)
- CSI 뉴욕 (MBC)
- CSI 마이애미 (MBC) - 제시 카르도자 (에디 시브리언)
- 넘버스(SBS) - 데이빗 싱클레어 (알리미 발라드)

### 영화
- 스튜어트 리틀 (MBC) - 에드가(브라이언 도일 머레이) / 럭키(짐 도한)
- 할로우 맨 (SBS) - 카터 애비 (그레그 그런버그)
- 페이첵 (SBS)
- 캐리비안의 해적: 블랙 펄의 저주 (MBC) - 마티(마틴 클레바)
- 캐리비안의 해적: 망자의 함 (MBC) - 마티(마틴 클레바)
- 미네소타 트윈스 (SBS)
- 사막의 뱀파이어 (SBS) - 키트 (조나슨 스캐치)
- 세븐 (SBS) - 부검의(레지 E. 캐시) / 안마 시술소 남자(마이클 매시) / 배달부(리치먼드 아켓)
- 올리버 트위스트(SBS) - 소어베리 (마이클 헤스)
- 캣우먼 (SBS) - 불량배(크리스토퍼 하이어달)
- 미 마이셀프 앤드 아이린(SBS)
- 케이브(SBS) - 스트로드(키에란 다시-스미스)
- 콘택트(SBS) - 테러범(제이크 부시) / 연구원
- 매드맥스3(SBS)
- 맥시멈 리스크(SBS)
- 사이렌스(SBS)
- 쥬만지(SBS) - 칼 벤틀리(데이비드 앨런 그리어) / 해충 전문가(제임스 핸디)
- 마이너리티 리포트(SBS) - 견학 설명원(키스 플리픈)
- 파니와 엘비스(SBS)
- 비상계엄(MBC)
- 프로젝트 B(MBC) - 테러리스트(와다 료가쿠)
- 콜드 마운틴(MBC)
- 사무라이 픽션(MBC) - 송골매, 가가 (킨시 야마미야)
- 촉산전(MBC)
- 러브 오브 시베리아(MBC) - 톨스토이와 폴리에프스키의 동료(니키타 타타렌코프)
- 와호장룡(MBC) - 철대인의 집사(진병) / 이윤(왕문승)
- 007 네버 다이(MBC) - 경비원(테리 리처즈)
- 마스크 오브 조로(MBC)
- 바닐라 스카이(MBC) - 강아지의 주인(제임스 머터프)
- 위트니스(MBC)
- 하트 브레이커스(MBC)
- 우나기(MBC) - 형사(우에다 코이치)
- 개같은 내 인생(MBC) - 산드루베
- 제르미날(MBC) - 샤발 (쟝-호제 밀로)
- 책상서랍 속의 동화(MBC) - 가오 선생 (고은만)
- 큐브(MBC) - 올더슨 (줄리안 리칭즈)
- 클리핑행어 - 죽음의 질주(MBC) - 로베르토 (제리 칼라)
- 아웃브레이크(SBS) - 훌리오(베니토 마티네즈)
- 영웅신탐(MBC)
- 라이징 선(MBC)
- 친니친니(MBC)
- 더 록(MBC) - 프라이 (그레고리 스포레더)
- 007 뷰투어킬(MBC)
- 카오스 팩터(MBC)
- 위험한 증언(MBC)
- 애정의 조건2(MBC)
- 프랑켄슈타인(MBC)
- 어비스(MBC)
- 스위치 백(MBC)
- 온 더 라인(SBS)
- 쇼타임(SBS) - 훌리오(주다 프리들랜더)
- 인 더 베드룸(SBS) - 팀 (저스틴 애쉬포스)
- 스내치(MBC) - 솔 (레니 제임스)
- 본 슈프리머시(MBC) - 톰 크로닌 (톰 갤로프) 외
- 풍운(MBC) - 대사
- 파이트 클럽(MBC)
- 토마스 크라운 어페어 (MBC) - 박물관 경비원(티모시 휠러) / 도둑(도미닉 치아니즈 주니어)
- 마스터 앤드 커맨더: 위대한 정복자(MBC) - 선원(빌리 보이드)
- 투모로우(MBC)
- 동방불패(MBC) - 핫토리 (이자웅)
- S.W.A.T. 특수기동대(MBC) - 디크(LL 쿨 J) / 알렉산더의 부하(도메닉 롬바르도치)
- 화소도(MBC)
- 아름다운 비행(MBC)
- 스타키드(MBC)
- 플레드(MBC)
- 조강지처 클럽(MBC)
- 아이언 마스크(MBC)
- 브룩 쉴즈의 사하라(MBC)
- 나인 야드(MBC)
- 브레이크 다운(MBC)
- 007 언리미티드(MBC)
- 51번째 주(MBC)
- 시빌 액션(MBC) - 치즈먼 (브루스 노리스)
- 패트리어트(MBC)
- 오리지날 씬(MBC)
- 피아니스트(MBC) - 도로타의 남편(발렌틴 펠카)
- 옹박(MBC) - 하이라오 (차롱시 사리마하산)
- 본 아이덴티티(MBC) - 마셜 (데이빗 셀버그)
- 콘헤드 대소동(MBC) - 말랙스 (필 하트먼)
- 빠삐용(MBC)
- 리전에어(MBC) - 군인(폴 킨먼)
- 디 아이(MBC)
- 부라보 투 제로(MBC)
- 황비홍2(MBC)
- 지중해(MBC)
- 유혹은 밤 그림자처럼(MBC)
- 스타워즈 에피소드 6(MBC) -제제로드 총독(마이클 페닝턴)
- 스타워즈 에피소드 1(MBC)
- 윌로우(MBC)
- 본 콜렉터(MBC) - 할아버지(프랭크 폰테인) / 남편(게리 스완슨)
- 엑스 VS 세버(MBC)
- 스콜피온 킹(MBC)
- 고질라(MBC)
- 익스트림OPS(MBC)
- 나 홀로 집에3(MBC)
- 아스테릭스 2: 미션 클레오파트라(MBC) - 바이킹(미셸 크레매데스)
- 패밀리 맨(MBC) - 프랭크(다니엘 위트너) / 빌(톰 맥고원)
- 예카테리나 대제(MBC) - 대주교(멜 페러)
- 라이언 일병 구하기(MBC) - 군의관(크로프턴 하데스터) / 군인(다니엘 세퀘이라)
- 엔트랩먼트(MBC)
- 갱스 오브 뉴욕(MBC)
- 음식남녀2(MBC)
- 폴리스 스토리3(MBC)
- 메리에겐 뭔가 특별한 것이 있다(MBC) - 브렛(브렛 파브르) / 정신과 의사(리처드 젱킨스)
- 스크림2(MBC)
- 토머스 크라운 어페어(MBC)
- 비독(MBC)
- 스몰빌(MBC) - 로저 닉슨 (탐 오브리언)
- 밴드 오브 브라더스(MBC)
- 유니버셜 솔져 - 그 두 번째 임무(MBC)
- 해리포터와 아즈카반의 죄수
- 스톰 캐쳐(MBC)
- 천녀유혼3(MBC)
- 스피드 (SBS) - 흑인 (글렌 플러머) / 버스 승객(데이빗 크리겔) / 직원(로버트 매일하우스)
- 그들만의 리그(MBC)
- 레트로액티브(MBC) - 남자 아이의 아버지(가이 보이드)
- 인디아나 존스: 최후의 성전 (MBC) - 집사(베르농 도브체프)
- 007 리빙 데이라이트 (MBC) - 요원(프레데릭 와더)
- 브레이크 다운 (MBC) - 트럭 운전수(진 하틀라인)
- 중안조(MBC) - 오국인(노혜광) / 보트 선장(주백화)
- 썬더볼트(SBS) - 불량배(림부위)

### 라디오
- 만화열전-삼국지 (MBC) - 이유, 주유, 여몽, 사마의
- 만화열전-레드문 (MBC)
- 만화열전-마스카 (MBC) - 원로
- 만화열전-열혈강호 (MBC)
- 만화열전-호텔 아프리카 (MBC) - 매니저, 단장, 월터
- 만화열전-힙합 (MBC) - 차해일
- 격동 50년 (MBC) - 박정희, 김영삼, 노무현
- 라디오 북카페(그리스인 조르바)(SBS 러브FM)
- 배한성 배칠수의 고전열전(MBC 표준FM) - 조조
- 성우 빅 쇼(SBS 라디오)

## 배우 활동

### 영화
- 퀴즈왕
- 미스터 좀비 - 오 사장
- 바보 - 고물상
- 아들 - 박 교사
- 바르게 살자 - 앵커
- 미스터 총알 - 목사
- 거룩한 계보 - 유명식
- 삼거리 무스탕 소년의 최후 - Dr.헬
- 황산벌 - 신라 병사2
- 간첩 리철진
- 기막힌 사내들
- 굿모닝 프레지던트
- 방울토마토
- 불꽃처럼 나비처럼
- 아부지
- 소와 함께 여행하는 법
- 평양성 - 통영 병사
- 로맨틱 헤븐 - 택시회사 부장
- Mr. 아이돌
- 26년 - 미진 부
- 파파로티
- 몽타주 - 순댓국집 주인
- 캐치미 - 경비 (특별출연)
- 열정같은소리하고있네
- 오장군의 발톱 - 김첨지 역

### 예능
- 롤러코스터2 (tvN) - YS
- SNL 코리아 (tvN) - 고정크루, 오프닝 나레이션[1]
- 생생 정보통 (KBS)

### 드라마
- 《바람의 화원》 (2008년, SBS)
- 《찬란한 유산》 (2009년, SBS) - 진성설렁탕 공장장 역
- 《시티홀》 (2009년, SBS)
- 《뿌리깊은 나무》 (2011년, SBS)
- 《구가의 서》 (2013년, MBC)
- 《별에서 온 그대》 (2013년~2014년, SBS) - 야바위꾼 역
- 《황금거탑》 (2014년, tvN)
- 《육룡이 나르샤》 (2015년, SBS)
- 《써클: 이어진 두 세계》 (2017, tvN)
- 《나쁜 엄마》 (2023, JTBC) - 양 씨 역

## 같이 보기
- 문화방송 성우극회